# Foszfodiészteráz-gátlók

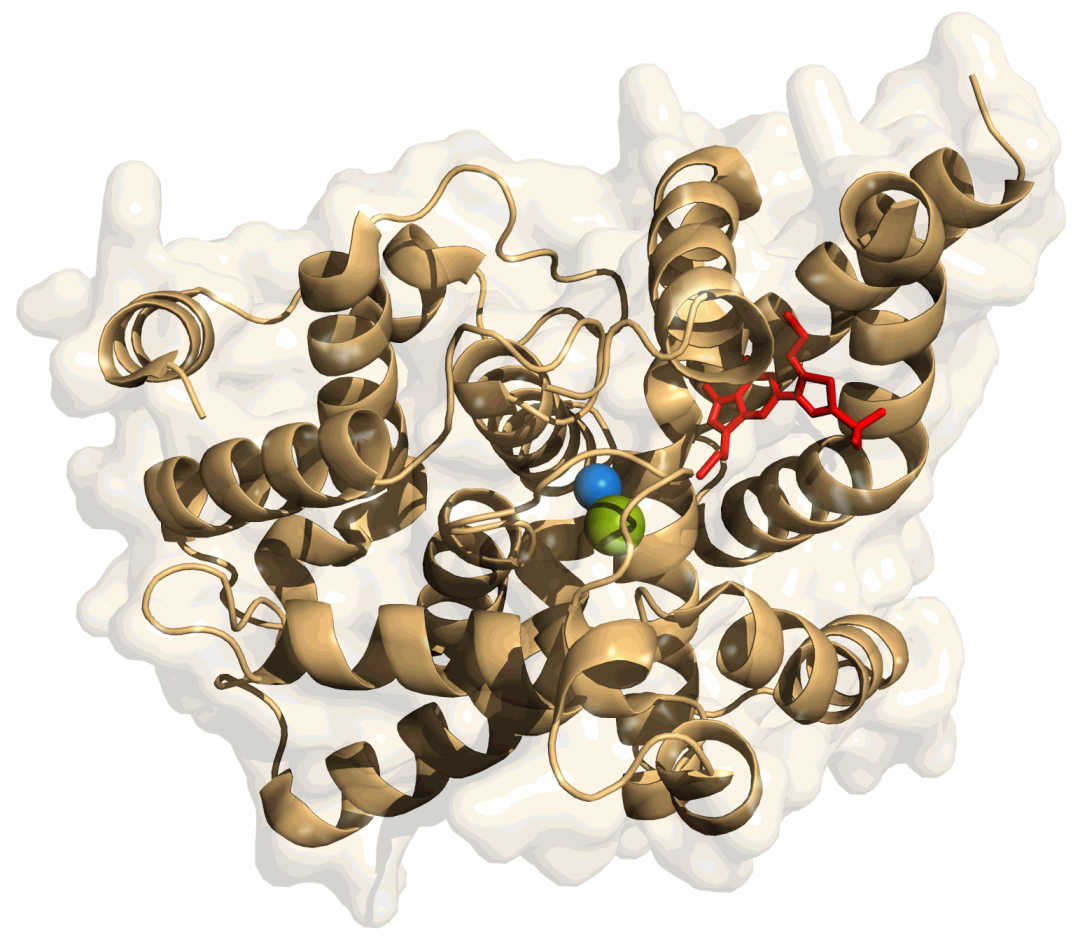
Foszfodiészteráz-5

A foszfodiészteráz-gátló olyan gyógyszer, mely a foszfodiészteráz enzím (PDE) öt fajtája közül legalább az egyiket blokkolja, így meggátolja, hogy az adott PDE-k inaktiválják a sejtközi másodlagos hírvivők, mint a ciklikus adenozin-monofoszfátok és a ciklikus guanozin-monofoszfátok működését.

## Története
A foszfodiészterázt először 1972-ben Petko Uzunov és Benjamin Weiss izolálta patkányagyakból. Később gyógyszerek sorával sikerült bebizonyítani, hogy az agyban és a különféle szövetekben szelektíven megtalálhatók. A foszfodiészteráz-gátlás terápiás célú lehetséges felhasználhatóságát már 1977-ben felfedezte Benjamin Weiss és William N. Hait. Ezt a feltételezést széles körben igen hamar gyakorlati példákkal is bebizonyították.

## Csoportosítás

### Szelekció nélküli foszfodiészteráz-gátlók
Metilált xantinok és származékaik:
- koffein, kis mértékben stimuláns
- aminofillin
- IBMX (3-izobutil-1-metil-yantin), a gyógyszerészeti kutatásokban kutatóanyagként alkalmazzák.
- paraxantin
- pentoxifillin, egy olyan hatóanyag, mely képes serkenteni a vérkeringést, és felhasználható a cukorbetegség, a periferiális idegrongálódás és a mikroérséróléseknél[6]
- teobromin
- teofillin

A metilált xantinok működésének két fő jellemzője:
1. Kompetitív nemszelekciós foszfodiészteráz-gátlóként viselkednek,[5] mely megemeli a sejtközi ciklikus adenozin-monofoszfát szintjét, aktiválja a cAMP-függő protein kinázt, gátolja a TNF-alfa[6][7] és a leukotrién[8] szintézisét. Ezeken felül csökkenti a gyulladásokat és hatással van a szervezet eredeti immunitására is.[8]
2. Az adenozin receptorokat szelekció nélkül támadja.[9]

Ennek ellenére különféle analógiák azt mutatják, hogy a számos altípusnak eltérőek a lehetőségei, és az összetevők kutatása közben olyan (részben metilizálatlan) xantinszármazékoa fejlesztettek ki, melyek jobban ráfókuszálnak a foszfodiészteráz enzim vagy az adenozin receptorok altípusaira.

### PDE1 szelektív gátló
- Vinpocetin

### PDE2 szelektív gátló
- EHNA (eritro-9-(2-hidroxy-3-nonil)adenin)
- BAY 60-7550 (2-[(3,4-dimetoxi-fenil)-meil]-7-[(1R)-1-hidroxi-etil]-4-fenilbutil]-5-metil-imidazo[5,1-f][1,2,4]triazin-4(1H)-one)
- Oxindol
- PDP (9-(6-Fenil-2-oxohex-3-il)-2-(3,4-dimethoxi-benzil)-purin-6-one)